# 宗貞国
宗 貞国（そう さだくに、1423年（応仁30年） - 1494年8月9日（明応3年7月9日））は、室町時代中期から戦国時代にかけての武将。対馬の守護大名で、宗氏の第11代当主。第9代当主宗貞盛の弟・盛国（もりくに）の次男。貞盛の子で第10代当主となっていた宗成職（しげもと）の養嗣子。官位は刑部少輔。
通称は彦七。1468年、成職の没後に家督を継いだ。この頃、宗氏では一族が分裂していたが、貞国はこれら一族の大半を服従させて対馬の支配権を確立した。また、李氏朝鮮との通交も盛んにした。そして主筋の少弐教頼・少弐政資らを助けて大内氏と戦い、北九州にまでその勢威を広げたが、やがて大内政弘の反攻にあって、少弐氏は敗れ、貞国の筑前国における所領も奪われた。1492年、隠居して家督を宗材盛（きもり、「材」は足利義材からの偏諱）に譲り、1494年に死去した。享年65。